# Казёнка
Казёнка — деревня в Унечском районе Брянской области в составе Березинского сельского поселения.

## География
Находится в центральной части Брянской области на расстоянии приблизительно 9 км на восток по прямой от районного центра города Унеча.

## История
Основана в 1700-х годах Афанасием Покорским, позднее — владение его потомков. До 1781 года входила в 1-ю полковую сотню Стародубского полка. В середине XX века работал колхоз «Вторая пятилетка». В 1859 году здесь (деревня Козёнка Мглинского уезда Черниговской губернии) учтено было 10 дворов, в 1892—15.

## Население
Численность населения: 66 человек (1859 год), 124 (1892), 137 (1926), 50 (1979), 10 человек (русские 100 %) в 2002 году, 8 в 2010.